# Felsőtárkány
Felsőtárkány [ˈfɛl.ʃøː.ˌtaːr.kaːɲ] ist eine am Tárkány-Bach und an Imókő sowie Vöröskő gelegene ungarische Gemeinde im Kreis Eger innerhalb des Komitats Heves. Sie liegt rund 9 km nordöstlich von Eger am Eingang zum Nationalpark Bükk (ungarisch „Buche“), dessen Hügel den Ort umschließen.

## Geschichte
Felsőtárkány wurde unter den Namen Oltarkan und Feltarkan im Jahr 1261 erstmals urkundlich erwähnt. Im 14. und 15. Jahrhundert wurden die Ortsteile Alsótárkány und Felsőtárkány („Niedertárkány“ bzw. „Obertárkány“) bezeugt. In Felsőtárkány wurde 1330–1335 eine Kartause errichtet.
1526 überfielen die Osmanen die Siedlung und zerstörten sie vollständig, so dass der Ort bis 1577 eine Wüstung war. 1634 ging er bis zur Mitte des 20. Jahrhunderts in kirchlichen Besitz über. In der Folge waren die Bewohner seit 1694 Leibeigene. Der Bischof von Eger, Ferenc Barkóczy, ließ um 1750 das Schloss Fourcontrasti und ein Nazarener-Kloster errichten, von dem nur noch Reste an der Barátrét („Mönchwiese“) erhalten sind.
Bischof Karl Eszterházy veranlasste den Bau der Klosterkirche zwischen 1785 und 1790. Die Altäre wurden 1793 geschaffen, die Skulpturen wurden bereits 1783 vollendet.
Der 1920 gebaute Stausee bezieht sein Wasser aus der Szikla-Quelle („Felsen-Quelle“).
Der Zweite Weltkrieg ging hier am 10. Dezember 1944 zu Ende. 1950 wurde eine Landwirtschaftliche Produktionsgenossenschaft gegründet. 1992 wurde die Kanalisation fertiggestellt.

## Sehenswürdigkeiten
- Waldbahn Felsőtárkány
- Reformierte Kirche Kálvin János
- Römisch-katholische Kirche Bűnbánó Szent Mária Magdolna, erbaut 1785–1790 im Spätbarockstil

## Gemeindepartnerschaften

### Bestehende Partnerschaften
- Dickenschied, Deutschland
- Tărcaia (ungarisch Köröstárkány, deutsch Tarkan an der Kreisch), Kreis Bihor, Rumänien
- Veľké Trakany (ungarisch Nagytárkány, deutsch Groß Tarkan), Bezirk Trebischau, Slowakei
- Kistárkány, (ungarisch Kistárkány, deutsch Klein Tarkan), Bezirk Trebischau, Slowakei
- Mezőtárkány, Kreis Füzesabony, Ungarn
- Tárkány, Kreis Kisbér, Ungarn

### Partnerschaft mit Dickenschied
Seit dem 19. August 1993 besteht zwischen Felsőtárkány und der Hunsrück-Gemeinde Dickenschied eine Partnerschaft. Zustande kam sie, als infolge des Orkans „Wiebke“, der im Januar 1990 sehr große Schäden anrichtete, für Aufräumarbeiten in den Wäldern des Soonwaldes und Lützelsoons viele Arbeiter aus Schweden, Österreich und Ungarn geholt wurden und insbesondere Arbeiter aus Felsőtárkány, dessen Gemarkung zu 90 Prozent bewaldet ist, in den Ferienwohnungen Dickenschieds ein Jahr lang Quartier fanden. Aus ersten privaten Kontakten entstand so eine Beziehung zwischen den Dörfern, die zur Gemeindepartnerschaft führte. Zwischen mehreren Vereinen bestehen Verbindungen. Durch die Partnergemeinde werden ein Musikverein, zwei Kindergärten und eine Schule unterstützt.